# Sluggan Bridge
Die Sluggan Bridge ist eine Straßenbrücke nahe der schottischen Ortschaft Carrbridge in der Council Area Highland. 1971 wurde die Brücke in die schottischen Denkmallisten in der höchsten Denkmalkategorie A aufgenommen. Eine seit 1958 zusätzlich bestehende Einstufung als Scheduled Monument wurde 2016 aufgehoben.

## Geschichte
Im frühen 18. Jahrhundert leitete General Wade den Bau von Militärstraßen in Schottland. Hierbei entstanden über 400 Straßenkilometer und 40 Brücken. Die Sluggan Bridge wurde in diesem Zuge als Dulnain-Querung entlang der Militärstraße nach Inverness errichtet und vermutlich 1730 fertiggestellt. Im frühen 19. Jahrhundert erfolgte eine Verlegung der Militärstraße, wodurch die Sluggan Bridge ihren Hauptzweck verlor. 1829 traten in weiten Teilen Schottlands Flüsse über die Ufer, wobei auch zahlreiche Brücken beschädigt oder zerstört wurden. Hierbei wurde auch die Sluggan Bridge schwer beschädigt. Vermutlich in den späten 1830er Jahren wurde sie zu Teilen neu aufgebaut. Zuvor überspannte die Sluggan Bridge den Dulnain vermutlich mit zwei Bögen. An einer untergeordnete Straße gelegen, erfüllt die Sluggan Bridge heute keine wesentlichen verkehrsinfrastrukturellen Aufgaben.

## Beschreibung
Die Sluggan Bridge befindet sich in einer dünnbesiedelten Region am Nordrand des Spey-Tals am Fuße der Monadhliath Mountains nahe dem Pass Slochd. Nächstgelegene Ortschaft ist das vier Kilometer östlich gelegene Carrbridge. Der Mauerwerksviadukt überspannt den Dulnain an dessen Oberlauf mit einem ausgemauerten Segmentbogen mit einer Spanne von 17,8 Metern, welcher auf Werksteinfundamenten gründet. Im Rahmen einer archäologischen Untersuchung aufgefundene Eichenstämme gehören zu dem Lehrgerüst des Bogenbaus. Das Mauerwerk des Viadukts besteht aus grob behauenem Feldstein. Die Fahrbahn zwischen den begrenzenden Brüstungen ist 4,3 Meter weit. Zu beiden Seiten führen aufgeschüttete und befestigte Rampen zur Brücke. Anhand von Mauerresten ist nachvollziehbar, dass die Rampen einst länger waren.